# Nati nel 1921/Senza giorno specificato
| Questa pagina contiene informazioni ricavate automaticamente dalle voci biografiche con l'ausilio del template Bio e di un bot. L'aggiornamento è periodico e automatico e ricostruisce completamente la pagina. Se manca una persona in questa lista, sei pregato di non aggiungerla, ma accertati piuttosto che la sua voce biografica contenga il template Bio e che i dati anagrafici siano correttamente compilati. Se il template Bio manca, inseriscilo tu stesso o, in alternativa, metti l'avviso {{tmp\|Bio}} che ne segnala la mancanza. Se i dati riportati sono sbagliati, correggi direttamente la voce biografica; le modifiche saranno visibili in questa lista entro pochi giorni. Per chiarimenti vedi il progetto biografie. La lista contiene solo le 89 persone che sono citate nell'enciclopedia e per le quali è stato implementato correttamente il template Bio. Pagina aggiornata al 2 lug 2025. |

- Jahar Ahir, pallanuotista indiano
- Archip Terent'evič Aleksandrov, medico, scrittore e drammaturgo sovietico († 1985)
- Mohamed Azmi, pallanuotista egiziano
- Nedo Azzini, scenografo e costumista italiano († 2004)
- Avraham Barkai, storico e saggista israeliano († 2020)
- David Usher Barnwell, ufficiale e aviatore inglese († 1941)
- Renato Berardinucci, partigiano italiano († 1944)
- Francesco Besso, partigiano italiano († 1945)
- Abhi Bhattacharya, attore indiano († 1993)
- Yogi Bough, cestista e allenatore di pallacanestro statunitense († 2008)
- Fanny Brennan, pittrice francese († 2001)
- Luigi Calistri, organista italiano († 1991)
- Tati Casoni, cantante italiana († 2008)
- Guido Cassanelli, militare italiano († 1941)
- Carlo Cerini, partigiano italiano († 1943)
- Giovanni Cerlesi, politico e partigiano italiano († 1966)
- Rodolfo Crespi, attore argentino († 1980)
- Miguel Cussó, fumettista, scrittore e sceneggiatore spagnolo († 1987)
- Siro Dandrea, alpinista italiano († 1954)
- Beata Della Frattina, traduttrice italiana († 1996)
- Pietro Donato, militare italiano († 1942)
- Eduardo Falcocchio, compositore italiano († 1974)
- Pietro Fasil, militare italiano († 1942)
- Giorgio Ferro, partigiano italiano († 1944)
- Decio Filipponi, militare e partigiano italiano († 1944)
- Alice Florian, tennista jugoslava († 2016)
- Jim Flynn, cestista irlandese († 2006)
- Ferdinando Forlay, architetto italiano († 2011)
- Ferruccio Fölkel, scrittore, poeta e curatore editoriale italiano († 2002)
- Manuel Gavilán, calciatore paraguaiano († 2010)
- Giuseppe Ghedina, alpinista italiano († 1975)
- Adolfo Grassi, partigiano italiano († 1944)
- Peter Hardie, pallanuotista britannico († 1960)
- Max Hartwell, storico australiano († 2009)
- Max Hetzel, inventore svizzero († 2004)
- Átila Iório, attore brasiliano († 2002)
- Hosea Jaffe, economista, storico e scrittore sudafricano († 2014)
- Josef Janík, ex calciatore cecoslovacco
- Seydou Keïta, fotografo maliano († 2001)
- Erwin Klumpp, pallanuotista svizzero († 2010)
- Sushil Kumar Saxena, filosofo e musicologo indiano
- Carlo Lastricati, produttore cinematografico italiano († 2023)
- Jacques Ledoux, archivista belga († 1988)
- Lee See-dong, calciatore sudcoreano († 1984)
- Jasha Levi, giornalista e scrittore jugoslavo († 2013)
- Andrzej Łobaczewski, psichiatra polacco († 2008)
- Misto Mame, partigiano albanese († 1942)
- Leone Mancini, regista e autore televisivo italiano († 2008)
- Liliana Mancini, attrice italiana
- Angelo Masieri, architetto italiano († 1952)
- Dominique Mbonyumutwa, politico ruandese († 1986)
- Bruno Nardini, editore, poeta e scrittore italiano († 1990)
- Aurel Neagu, cestista e giornalista rumeno († 1995)
- Negahban, archeologo iraniano († 2009)
- Noboru Nishikawa, astronomo giapponese
- Edoardo Nova, ingegnere italiano († 2009)
- José Ortega, pittore e scultore spagnolo († 1990)
- Kostas Papaioannou, filosofo e storico dell'arte greco († 1981)
- Clelio Pasquali, pittore italiano († 1999)
- Pradis Pedaggi, militare italiano († 1942)
- Lelio Peirano, partigiano italiano († 2010)
- Luigi Priveato, militare italiano († 1942)
- Gianni Proia, regista, sceneggiatore e produttore cinematografico italiano
- Francesco Pucci, politico italiano († 2017)
- Norberto Rossi, militare italiano († 1943)
- Héctor Ruiz, cestista uruguaiano
- Roza Robota, partigiana polacca († 1945)
- Valerie Saiving, teologa statunitense († 1992)
- Bona Maria Scotoni, alpinista italiana († 1990)
- Angelo Solmi, scrittore e critico cinematografico italiano
- Elena Konstantinovna Stempkovskaja, militare sovietica († 1942)
- Tafari Bante, politico e generale etiope († 1977)
- Anatolij Makarovič Tarasov, partigiano sovietico († 1971)
- Roberto Tassi, storico dell'arte e critico d'arte italiano († 1996)
- Ennio Tassinari, agente segreto e partigiano italiano († 2013)
- Mario Titi, pittore italiano († 1982)
- Armando Tortini, militare italiano († 1942)
- Myles Turner, tanzaniano († 1984)
- Vladimir Ul'janov, pallavolista sovietico († 1978)
- Marcelino Vargas, calciatore paraguaiano
- Sergio Vescovo, militare italiano († 1942)
- Maggiorino Vespa, partigiano e antifascista italiano († 1995)
- Cili Vethekam, scrittrice tedesca († 1975)
- William Wilson, imprenditore statunitense († 2015)
- Yang Zhenji, artista marziale cinese († 2007)
- Enrico Zanotti, militare italiano († 1943)
- Dīmītrios Zōgrafos, pallanuotista greco († 2010)
- Mansur bin Abd al-Aziz Al Sa'ud, principe e politico saudita († 1951)
- Romolo dalla Chiesa, generale italiano († 2012)